# ダリオ・デル・ファブロ
ダリオ・デル・ファブロ（Dario Del Fabro、1995年3月24日 - ）は、イタリア・アルゲーロ出身のサッカー選手。ASチッタデッラ所属。ポジションはDF。

## 経歴
2017年7月27日、フィリッポ・ロマーニャと入れ替わる形でユヴェントスFCに移籍した。
2022年1月31日、ASチッタデッラに移籍した。